# Hans-Jürgen Hufeisen

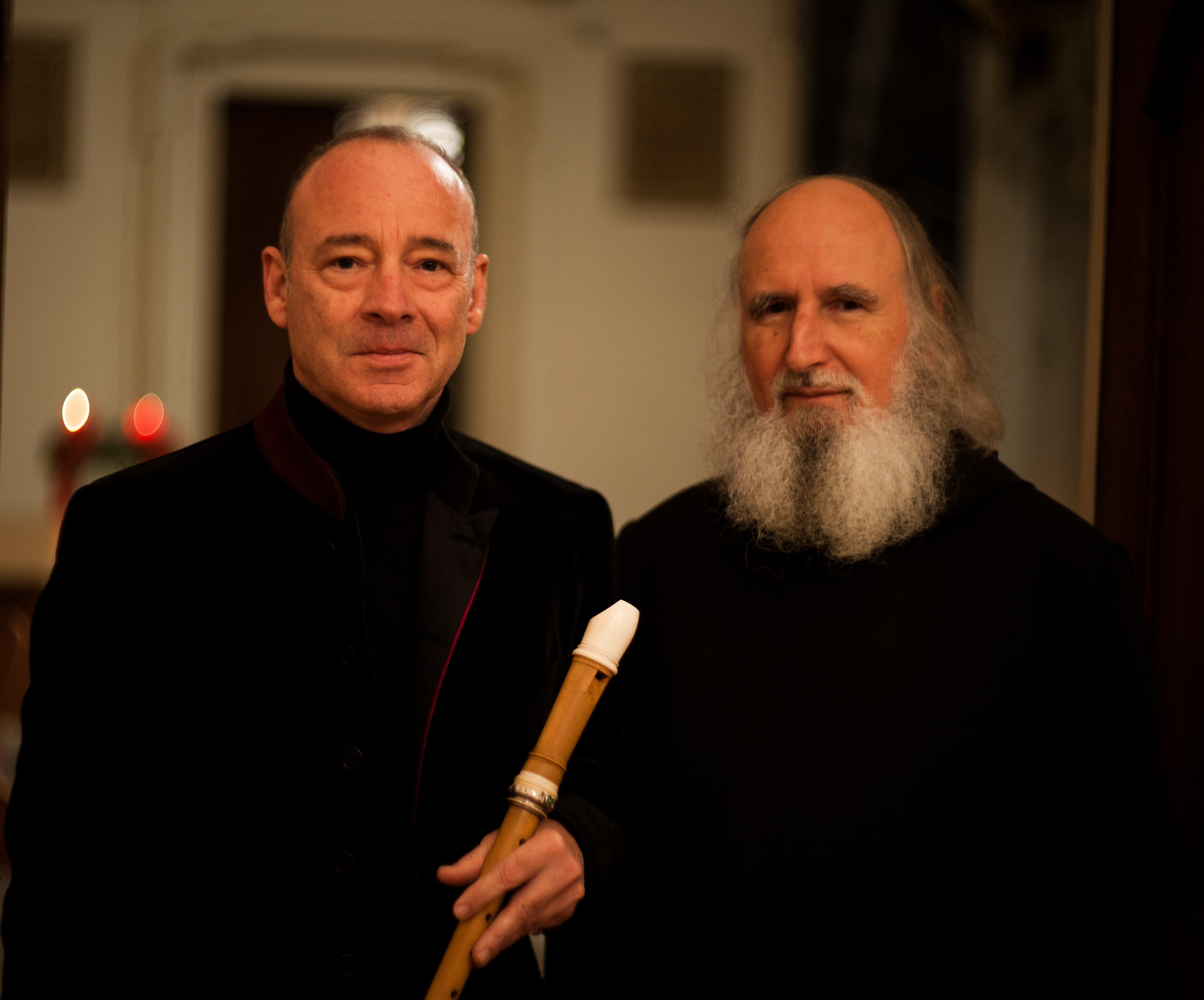
Hans-Jürgen Hufeisen (links), mit Pater Anselm Grün

Hans-Jürgen Hufeisen (* 10. Februar 1954 in Anrath) ist ein deutscher Blockflötist und Komponist.

## Leben
Hufeisen wurde in einem Hotelzimmer geboren. Seine Mutter, eine Handelsreisende aus dem Allgäu, hatte die Schwangerschaft geheim gehalten. Zwei Tage nach der Geburt verließ sie ihren Sohn; der Hotelier fand den Säugling unter einer Bettdecke. Am 12. Februar 1954 nahm das Jugendamt sich des Findelkindes an und brachte ihn in ein katholisches Säuglingsheim nach Lobberich. Am zweiten Weihnachtstag wurde er evangelisch auf den Namen Hans-Jürgen getauft; dies hatte die Mutter vor ihrer Abreise einer Hebamme aufgetragen. Hufeisen kam zu einer Pflegemutter und 1957 in das evangelische Kinderheim Haus Sonneck von Neukirchen-Vluyn. Dort entdeckte eine Erzieherin sein musikalisches Talent, brachte ihm christliche Abendlieder und das Blockflötenspiel bei.
Hufeisen gewann Preise bei regionalen Wettbewerben von „Jugend musiziert“; von 1972 bis 1977 studierte er Blockflöte, Musikpädagogik und Komposition an der Folkwang-Musikhochschule Essen. Währenddessen war er von 1974 bis 1978 als Referent bei der Internationalen Kinder- und Jugendbuchmesse in Duisburg, von 1975 bis 1977 als Dozent an der Folkwang-Musikhochschule beschäftigt. In den Jahren 1977 bis 1991 war er Landesreferent für musisch-kulturelle Bildung der Evangelischen Landeskirche in Württemberg. In dieser Zeit legte er 1981 sein Konzertexamen an der Hochschule für Musik Karlsruhe bei Gerhard Braun ab. Seit 1991 arbeitet er freischaffend als Komponist, Produzent und Musiker. Der Künstler lebt heute in Zürich.
Seine Interpretationen und Kompositionen für die Blockflöte, in denen er sich gerne mit bestehender Kirchenmusik auseinandersetzt, sind meist meditativ und melodisch. In seinen Solostücken und konzertanten Werken lehnt er sich vor allem an klassische Vorbilder wie Johann Sebastian Bach oder an Künstler des Barock an. Darüber hinaus lässt er sich aber auch von Volksliedern und Musik aus anderen Kulturen inspirieren. Dabei setzt er neben verschiedensten Blockflöten auch Klavier, Schlagzeug, Streichinstrumente und andere Instrumente ein.
Hufeisens Werke entwickeln sich aus dem Wesen der christlichen Kultur. Seine Grundhaltung führt ihn zu einer toleranten Einstellung. „Alle Religionen haben ein gemeinsames Ziel: Sie wollen Frieden und Liebe in der Welt.“ Deshalb tritt er mit Musikern auf, die anderen Religionen und Kulturkreisen angehören.
Seit 1983 schuf er große Bühnenwerke (Musik, Choreografie und Texte) unter anderem für den Deutschen Evangelischen Kirchentag. Dabei arbeitete er zusammen mit 
- den Theologen Jörg Zink (Die Schöpfung, Das Lied der vier Elemente),
- Walter J. Hollenweger aus der Schweiz (Bonhoeffer-Requiem, Ostertanz der Frauen),
- Anselm Grün (Osterfreude, Göttliches Kind),
- John O’Donohue aus Irland (Anam Cara),
- Zephania Kameeta aus Namibia (Jahreszeiten des Herzens – ein Dialog mit Afrika),
- Ulrich Schaffer (Die Reise ins eigene Herz),
- Margot Käßmann (Schöpfungszeit 2007 / Mütter der Bibel – Kinder der Bibel 2010 / Die Weisen 2011 / Sehnsucht nach Leben 2012, Botschaft der Engel 2012),
- Frieder Gadesmann, (Küsse, süsser als Wein 2012) und
- Christoph Sigrist als Librettist für Akte Zwingli – Ein Mysterienspiel 2016 in Zürich (Regie: Volker Hesse).[6][7]
- Am 4. Dezember 2021 kam es zur Uraufführung des Werkes "Dietrich Bonhoeffer, eine politische Messe", Musik: Hans-Jürgen Hufeisen, Text: Christoph Sigrist, Ort: Grossmünster Zürich. Am 8. Dezember 2024 Uraufführung des Oratoriums "Bruder Klaus von Flüe. Den Friede schauen", Musik: Hans-Jürgen Hufeisen, Text: Christoph Sigrist, Ort: Grossmünster Zürich.
- "Das Marbacher Krippenfestspiel" findet seit 2010 jeweils am 3. Advent statt in: Große Reithalle des Haupt- und Landgestüts Marbach. (Nach Idee von Ursula Bogner-Kühnle und Hans-Jürgen Hufeisen, in Regie und Musik von Hans-Jürgen Hufeisen. Unter Mitwirkung von über 100 Mitwirkende (Laien und Profis).

Ein weiteres bedeutendes Werk wurde 1999 in Wallis/Schweiz aufgeführt: „Der helle Morgenstern“, ein Bühnenwerk zur Apokalypse.
Daneben komponierte Hufeisen eine Vielzahl von Liedern, die in Gottesdiensten und Andachten gesungen werden können. Der Theologe Jörg Zink schrieb dazu die Texte. „Wir möchten allen, die sich als Christen verstehen oder es gerne möchten, Mut machen, aufzugreifen, was wir hier anbieten“, schreiben die beiden im Vorwort zum Buch „Wie wir feiern können“. Darin ermuntern sie auch zu liturgischen und meditativen Tänzen und greifen damit eigenem Bekunden nach alte christliche Praxis auf. „Wenn wir bedenken, wie arm unsere Gottesdienste an Bewegungen und Gesten sind, wundern wir uns nicht mehr, wenn sie einfach als langweilig und nichtssagend von vielen gemieden werden.“
Die dramatischen Umstände seiner Geburt haben Hufeisen zufolge zu seiner enormen musikalischen Schaffenskraft beigetragen. „Dieser Start hat für immer eine dunkle Seite in mein Leben gebracht. Das kann ich nicht ablegen. Das muss ich mit mir rumführen und in mir bewahren.“ Die Musik habe ihn „aus dieser Dunkelheit rausgetragen ins Licht.“ Aus diesem Grund erzählte er dem Journalisten Uwe Birnstein seine Lebensgeschichte, die anlässlich seines 60. Geburtstags unter dem Titel „Das unglaubliche Leben des Flötenspielers Hans-Jürgen Hufeisen“ im Verlag Herder erschien und zu medialer Aufmerksamkeit führte.
Auch das zeitlebens schwierige Verhältnis zu seiner 2007 verstorbenen Mutter wurde ihm zur Inspiration. „Ich habe viel Musikstücke geschrieben, wo ich heute weiß: Das hat eigentlich immer auch mit dieser Mutter zu tun gehabt, es hat immer was mit Geburt und Leben zu tun. Die Musik hilft mir, die Seelenwelt in mir zum Ausdruck zu bringen – wenn ich sie in eine äußere Form bringe, nämlich in Klang, dann ist das so etwas wie eine Befreiung.“

## Schüler
Hans-Jürgen Hufeisen unterrichtete auch Blockflöte. Schüler sind u. a. Helge Burggrabe und Matthias Beck.

## Werke

### Diskografie
- Blockflöte – Impressionen zu Skulpturen von Ernst Barlach (1979)
- The melody in my fantasy (1980)
- Menschlich (1982)
- Der Morgenstern (1982)
- Liveaufzeichnung Stadthalle Sindelfingen (1983)
- Flötentöne (1984)
- Durchbruch (1984)
- Die Neue Flöte (1987)
- Domino (1989)
- Und es ward Abend und Morgen (1990)
- Eremitage (1991)
- Inmitten der Nacht (1991)
- Engelkonzert (1992)
- Wie wir feiern können (1992)
- Feier der Schöpfung (1993)
- Tausend und eine Nachtmusik (1994)
- Pegasus – Melodien der vier Winde (1994)
- Abendstern (1995)
- Abendsegen (1995)
- Himmelsflöte (1995)
- Live! (1996)
- Zaubertöne aus neun Flöten (1997)
- Eden (1997)
- Gloria – Eine Liedermesse (1997)
- Gottesklang (1998)
- Unter dem Lindenbaum (1998)
- Weihnachtsflöte (1999)
- Der helle Morgenstern (2000)
- Mein Schutzengel (2000/2004)
- Gold, Weihrauch und Flöte (2001)
- Friedensflöte (2002)
- Christrose (2002)
- Segen (2003)
- Sonnenlicht (2004)
- Stern über Bethlehem (2004)
- Himmelslichter (2005)
- Kindertraumland (2005)
- Jauchzet frohlocket (2005)
- Weihnachtsstern (2006)
- Jahreszeiten des Herzens (2006)
- Abendstille (2007)
- Marienkonzert (2007)
- Sinfonie der Engel (2008)
- SEIN – Musik von innen (2008)
- Faszination Flöte (2008)
- Raum für meine Seele (2009)
- Einfach klassisch (2010)
- Einfach mutig sein (2010)
- Einfach glücklich sein (2010)
- Ganz weihnachtlich (2010)
- Ganz beflügelt sein (2011)
- Ganz im Einklang sein (2011)
- Ganz hoffnungsvoll (2011)
- Einfach Weihnachtsfreude (2011)
- Einfach segensreich (2011)
- Weihnachtsengel (2011)
- Einfach willkommen sein (2012)
- Einfach besinnlich werden (2012)
- Einfach zur Stille kommen (2013)
- Einfach froh sein (2013)
- Gabriel – Freude und Ermutigung (2013)
- Engel des Lichts (2013)
- Raphael – Heilung und Stärkung (2014)
- Engel der Liebe (2014)
- In dir ist Freude (2014)
- Einfach dem Wunder die Hand reichen (2015)
- Einfach den Tag genießen (2015)
- Einfach achtsam sein (2015)
- Die heilende Kraft der Weihnachtslieder (2015)
- Die Akte Zwingli – Ein Mysterienspiel – Auftakte (2015)
- Einfach aufatmen (2016)
- Einfach aufblühen und leben (2016)
- Einfach den Tag ausklingen lassen (2016)
- Bilder der Sehnsucht (2016)
- Einfach die Stille hören (2017)
- Einfach das Leben feiern (2017)
- Einfach den Bäumen lauschen (2017)
- Einfach Lust auf Leben (2018)
- Einfach träumen (2018)
- Taumond (2018)
- Wie ist die Welt so stille (2018)
- Zeit für die Seele (2019)
- Zeit zum Aufblühen (2019)
- Zeit für Träume (2019)
- Tröstliche Zeit. Zeit für mich (2019)
- Vierzehn Engel um mich stehn (2019)
- Kraft des Segens (2020)
- Verleih uns Frieden (2022)
- Meine Seele ist still in mir wie ein See (2023)
- Lieder meines Lebens (2024)
- Die Botschaft vom Frieden (2025)

### Hörbücher
- Vom Vierten König, eine alte Legende neu erzählt (2008)
- Wie das Licht in die Welt kam (2009)
- Der glückliche Prinz (2010)
- Vom vergessenen Weihnachtsengel (2010)
- Das Geheimnis von Onkel Neuchs Geige (2011)
- Das Lied des alten Meisters (2011)
- Das Märchen von der kleinen Melodie (2011)
- Das Märchen von der Schneerose (2012)
- Das Märchen vom allerschönsten Weihnachtsstern (2012)
- Das Märchen vom Flötenspieler (2013)

zusammen mit Anselm Grün
- Tanze deine Sehnsucht (2002)
- Die Osterfreude (2002)
- Wenn du Gott erfahren willst (2003)
- Wunden zu Perlen (2004)
- Du bist die edle Rose (2006)
- Gerechtigkeit (2006)
- Du bist ein Segen (2005)
- Das Göttliches Kind (2005)
- Geh mit mir – Segensgebete für den Morgen (2007)
- Bleib bei mir – Segensgebete für den Abend (2007)
- Jauchzet ihr Himmel, frohlocket ihr Engel – Weihnachten mit Anselm Grün (2007)
- Halleluja lasst uns singen – Ostern mit Anselm Grün (2008)
- Engel, die dir begegnen  (2009)
- Der Seele Raum geben – Heil werden mit Hildegard von Bingen (2009)
- Kleine Rituale (2011)
- Weihnachtsengel (2011)
- Bilder der Seele (2016)

zusammen mit Margot Käßmann
- Weihnachtszeit (2006)
- Passionszeit (2007)
- Schöpfungszeit (2007)
- Sehnsucht nach Leben (2011)
- Botschaft der Engel (2012)

### Bücher
- Die Bläserschule. Stuttgart 1976
- Die Bandschule. München 1985, ISBN 3-921946-04-2.
- mit Jörg Zink: Wie wir feiern können. Freiburg/Brsg. 1992, ISBN 3-7831-1149-8 (seit 2005 Dolce Musica Edezione Zürich / zusammen mit Jörg Zink entstanden 55 geistliche Lieder)
- mit Jörg Zink: Feier der Schöpfung. Freiburg/Brsg. 1993, ISBN 3-7831-1270-2 (seit 2005 Dolce Musica Edezione Zürich)
- mit Jörg Zink: Singvogel. Freiburg/Brsg. 1997, ISBN 3-7831-1517-5 (die Lieder Zink und Hufeisen sind hier zusammengefasst / seit 2005 Dolce Musica Edezione Zürich)
- mit Hildegunde Wöller: Mein Schutzengel. Freiburg/Brsg. 2000, ISBN 3-7831-1826-3.
- mit Jörg Zink: Kraft des Segens. Eschbach 2004, ISBN 3-88671-281-8.
- Beseelte Orte – Irland. Zürich 2005
- Beseelte Orte – Jordanien. Zürich 2005
- mit Jörg Zink: Einfach feiern. Eschbach 2007, ISBN 978-3-88671-564-0.
- Weihnachtsbuch. München 2007, ISBN 978-3-89912-092-9.
- Himmelsklang – Der Flötenkalender 2011. mit Musik-CD. Leipzig 2010, ISBN 978-3-7462-2702-3.
- Einfach segensreich. Eschbach 2011, ISBN 978-3-86917-071-8.
- Himmelsklang – Der Flötenkalender 2012. mit Musik-CD. Leipzig 2011, ISBN 978-3-7462-3090-0.
- Gabriel – Einen Engel schick ich dir. Eschbach 2013, ISBN 978-3-86917-271-2.
- Engel des Lichts – Einen Engel schick ich dir. Eschbach 2013, ISBN 978-3-86917-270-5.
- Raphael – Einen Engel schick ich dir. Eschbach 2014, ISBN 978-3-86917-306-1.
- Engel der Liebe – Einen Engel schick ich dir. Eschbach 2014, ISBN 978-3-86917-307-8.
- Der Himmel klingt in dir. Stuttgart 2015, ISBN 978-3-460-50013-6.
- Wie ist die Welt so stille. Die heilende Kraft der Abendlieder. mit Musik-CD. Eschbach 2018, ISBN 978-3-86917-679-6.
- Abendstern. (Notenbuch), München 2018, ISBN 978-3-89912-208-4
- Vierzehn Engel um mich stehn. Schutzengel und andere himmlische Boten. mit Musik-CD. Mit Bildern von Edward Coley Burne-Jones, Eschbach 2019, ISBN 978-3-86917-758-8
- Kraft des Segens. Worte und Melodien aus Irland. mit Musik-CD. Mit Fotos von Hans-Jürgen Hufeisen, Eschbach 2020, ISBN 978-3-86917-834-9
- Meines Herzens Tor. Im Klang der Weihnachtsfreude. mit Musik-CD. Eschbach 2021, ISBN 978-3-86917-898-1.
- Bonhoeffer Messe. Eine politische Messe. Notenpartitur. (2021 Zürich).
- Meine Seele ist still in mir wie ein See. Harmonie für Zeit und Raum. mit Musik-CD. Eschbach 2023, ISBN 978-3-98700-064-5.
- " Lieder meines Lebens" mit Musik-CD. Eschbach 2024.
- Bruder Klaus von Flüe. Den Frieden schauen - Ein Oratorium. Notenpartitur. (2024 Zürich)
- Die Botschaft vom Frieden. Eine Weihnachtsmeditation in Worten und Klängen mit Musik-CD. Patmos 2025, ISBN 978-3-98700-095-9.

## Belege
1. 1 2  Eine Mutter braucht doch jeder, evangelisch.de, Chrismon-Ausgabe November 2014.
2. ↑  Das unglaubliche Leben des Flötenspielers Hans-Jürgen Hufeisen, Sonntagsblatt, 5. Dezember 2017
3. ↑  Hans-Jürgen Hufeisen: Vom Findelkind zum Konzertflötisten, br.de, 28. November 2018
4. ↑  Ein Lied der Trauer, Pro Medienmagazin 1/2015, S. 46–48
5. ↑  , WDR 5 "Redezeit" 1.6.2018
6. ↑  Was Anna noch sagen wollte, NZZ, 13. Juni 2017
7. ↑  Die "Akte Zwingli", Sonntagsblatt 8. Juli 2017
8. ↑  H.-J. Hufeisen/J. Zink: Wie wir feiern können, Freiburg/Brsg. 1992, ISBN 3-7831-1149-8, S. 12
9. ↑  Vgl. Hufeisen/Zink 1992, S. 10
10. ↑  "Ich bin ein Hans im Glück." Interview Publik-Forum 2/2015 vom 30. Januar 2015
11. ↑  , WDR 5 "Redezeit" 1.6.2018
12. ↑  Archivierte Kopie (Memento vom 23. Mai 2019 im Internet Archive) Uwe Birnstein: Das unglaubliche Leben des Flötenspielers Hans-Jürgen Hufeisen, Verlag Herder 2014
13. ↑   (Seite nicht mehr abrufbar, festgestellt im Juni 2025. Suche in Webarchiven)  Info: Der Link wurde automatisch als defekt markiert. Bitte prüfe den Link gemäß Anleitung und entferne dann diesen Hinweis., SWR Leute 4.6.2015

| Personendaten    | Personendaten                   |
| ---------------- | ------------------------------- |
| NAME             | Hufeisen, Hans-Jürgen           |
| KURZBESCHREIBUNG | deutscher Komponist und Musiker |
| GEBURTSDATUM     | 10. Februar 1954                |
| GEBURTSORT       | Anrath                          |